# 都築伸一郎
都築 伸一郎（つづき しんいちろう、1953年 - ）は、日本の雑誌編集者。小学館集英社プロダクション代表取締役社長。

## 経歴
徳島県小松島市に生まれ、紡績会社に勤務していた父に伴って兵庫県赤穂市、三重県伊勢市などを転々とする。1977年、早稲田大学政治経済学部を卒業し、小学館に入社。『週刊少女コミック』であだち充を担当し、『陽あたり良好！』などのヒット作を出す。後に編集長となる。
2000年には『週刊少年サンデー』15代目編集長に就任。その後も『週刊ヤングサンデー』3代目編集長、小学館取締役、小学館集英社プロダクション取締役などを歴任し、2015年に小学館を退社。現職に至る。

## アニメでの活動

### 原案協力
- 名探偵コナン
- 犬夜叉
- 犬夜叉 完結編
- MÄR-メルヘヴン-
- うえきの法則
- 貧乏姉妹物語

### 企画・企画協力
- ポケットモンスター ベストウイッシュ
- ポケモンスマッシュ!
- ハヤテのごとく! 第1期・第2期
- 絶対可憐チルドレン
- クロスゲーム
- 金色のガッシュベル!!
- 神様ドォルズ
- 鉄腕バーディー DECODE
- ヨルムンガンド

### スーパーバイズ
- 史上最強の弟子ケンイチ

### エグゼクティブプロデュース
- friends もののけ島のナキ
- 天使な小生意気
- よいこ

## ドラマでの活動

### エグゼクティブプロデュース
- 1ポンドの福音

## 実写映画製作
- RAILWAYS 愛を伝えられない大人たちへ
- 謎解きはディナーのあとで（2013年）
- 土竜の唄 潜入捜査官REIJI（2014年、東宝）